# MD Helicopters MD 500
MD Helicopters MD 500 je serija američkih lakih civilnih i vojnih helikoptera. MD 500 je razvijen iz modela Hughes 500, civilne inačice vojnog modela OH-6 Cayuse. Serija trenutno obuhvaća MD 500E, MD 520N i MD 530F.

## Dizajn i razvoj
Helikopteri iz obitelji Hughes 500 / MD 500 su razvijeni na zahtjev američke vojske za uvođenje lakog helikoptera namijenjenog promatranju. Na javnom natječaju je pobijedio Hughesov model 369 koji je prvi puta poletio u veljači 1963. godine.

### Hughes/MD 500
Prije prvog leta helikoptera OH-6, proizvođač Hughes je najavio razvoj civilne inačice koja bi se na tržištu pojavila pod imenom Hughes 500 te u konfiguraciji s pet i sedam sjedala. Ponuđena je i višenamjenska inačica s moćnijim motorom je ponuđena pod nazivom Hughes 500U (poslije nazvana 500C).
Poboljšani Hughes 500D postao je 1976. primarni model sa snažnijim motorom, T-repom te glavnim rotorom s pet lopatica (model s četiri lopatice je stvar izbora kupca). Model 500D je 1982. zamijenjen s 500E s poboljšanjima vezanim uz nos i interijer (veći prostor za glavu i noge). Sljedeći model, 500F bio je snažniji od prijašnjeg 500E a optimiziran je za rad u vrućim i visokim područjima.
Američki proizvođač vojnih zrakoplova, McDonnell Douglas je u siječnju 1984. kupio tvrtku Hughes Helicopters te su zbog toga od kolovoza 1985. modeli 500E i 530F izrađivani pod novim oznakama MD 500E i MD 530F Lifter. Nakon što je 1997. došlo do spajanja Boeinga i McDonnell Douglasa, Boeing je liniju civilnih MD helikoptera prodao tvrtki MD Helicopters početkom 1999. godine.
Vojne inačice helikoptera na tržištu su se počele pojavljivati pod nazivom MD 500 Defender.

### MD 520N
Na temelju modela MD 520N je razvijen MD 530N koji je optimaliziran za rad na vrućim i visokim područjima. Oba modela su predstavljena u siječnju 1989. a temeljili su se na konvencionalnoj inačici MD 500E. MD 520N je prvi puta poletio 1. svibnja 1990. Razvoj MD 530N je prekinut kada je McDonnel Douglas odlučio da će MD 520N imati bolji prodajni učinak od modela 530N. Helikopter je certificiran 13. rujna 1991. a prvi primjerak je isporučen 31. prosinca iste godine.
2000. godine tvrtka MD Helicopters je najavio poboljšanja MD 520N koja uključuju poboljšani RR 250-C20R+ motor s 3-5% više snage za potrebe boljih performansi tokom toplijih dana, povećanje raspona dometa te neki tehnički dodaci.

## Inačice
- 369 - vojni prototip označen kao YOH-6A.
- 369A - vojni model koji se proizvodio kao OH-6.
- MD 500C (369H) - poboljšana komercijalna inačica s pet sjedala i pokretana s Allison 250-C18B motorom snage 236 kW (317 KS). Model je certificiran 1966.
- MD 500M Defender (369HM) - vojna izvozna inačica modela MD 500 Defender. Helikopter je certificiran 1968.
- MD 500C (369HS) - poboljšana komercijalna inačica s pet sjedala i pokretana s Allison 250-C20 motorom snage 298 kW (400 KS). Model je certificiran 1969.
- MD 500C (369HE) - helikopter razvijen na inačici 369HS te s boljim uređenjem interijera. Model je certificiran 1969.
- MD 500D (369D) - nova komercijalna inačica iz 1976. pokretana Alison 250-C20B motorom snage 313 kW (420 KS). Model je certificiran 1976.
- MD 500E (369E) - izvršna inačica modela 500D s rekonstruiranim nosom. Model je certificiran 1982.
- MD 500 Defender - vojna izvozna inačica koja se prodavala pod nazivom Defender a uključivala je 500M, 500MD, 500MG i 530MG.
- KH-500E - japanska verzija modela 500E. Ovaj model je licencno proizvodila tvrtka Kawasaki Heavy Industries.[3]
- NH-500E - talijanska verzija modela 500E. Licencno ga je proizvodila tvrtka Breda Nardi prije nego što se spojila s Agustom.[1]
- MD 530F (369F) - derivat modela 500E namijenjen za rad u vrućim i visokim područjima a certificiran je 1985. Pokreće ga motor Allison 250-C30B snage 485 kW (650 KS).
- MD 520N - NOTAR verzija modela 500E certificirana 1991.
- Little Bird - bespilotni helikopter kojeg je na temelju modela 530F razvila tvrtka Boeing Rotorcraft Systems za civilno i vojno tržište.[4]

## Korisnici

### Vojni korisnici
- SAD: primarni korisnik.
- Afganistan: afgaške zračne snage koriste šest MD 530F uz opciju kupnje dodatnih 50 helikoptera.
- Argentina: argentinske zračne snage.
- Čile: čileanska kopnena vojska.
- Salvador: vojska u uporabi ima 5 helikoptera.
- Filipini: filipinske zračne snage imaju u uporabi 15 helikoptera.
- Finska: finska kopnena vojska (od 12 helikoptera, 8 ih je u uporabi).
- Haiti: oružane snage Haitija.
- Honduras: honduraško ratno zrakoplovstvo.
- Iran
- Island: islandska obalna straža.
- Italija: Aeronautica Militare.
- Japan: japanske mornaričke obrambene snage (pet MD 500E za potrebe treninga) i japanske kopnene obrambene snage (koriste MD 500 zajedno uz jurišne helikoptere AH-1 Cobra). Trening pilota kopnenih obrambenih snaga se vrši u mjestu Akeno pokraj Nagoye. Zrakoplovstvo ovih obrambenih snaga je raspodijeljeno po cijeloj zemlji.
- Jordan: Kraljevske jordanske zračne snage.
- Južna Koreja: južnokorejska vojska ima u službi 257 helikoptera.
- Kenija: kenijske zračne snage.
- Meksiko: meksičke zračne snage i mornaričko zrakoplovstvo.
- Panama: Servicio Nacional Aeronaval
- Sjeverna Koreja: sjevernokorejska vojska ima u službi 87 helikoptera.[5] Helikopteri su uvezeni iz Njemačke te imaju izviđačku ulogu.
- Španjolska: španjolska mornarica.
- Tajvan: tajvanska mornarica koristi deset 500MD/ASW helikoptera unutar 501. helikopterskog eskadrona.

### Civilni korosnici
MD 500 osim vojske koriste i privatne tvrtke, državne službe za provedbu zakona i drugi.
- Brazil: Brigada Militar do Rio Grande do Sul.
- Kostarika: služba zračnog nadzora.
- SAD: Xe Services LLC (privatna vojna zaštitarska tvrtka), šerifov ured okruga San Diego te policije u Houstonu, Riversideu (dva MD 500E i dva Hughes/MD 500D),[6] Kansas Cityju te Portoriku (MD 500E i MD 520N NOTAR).

### Bivši korisnici
- Argentina: obalna straža (helikopteri su povučeni iz uporabe 1988.).[7]
- Finska: finske zračne snage (helikopteri su povučeni iz uporabe).
- Hrvatska: hrvatska vojska (četiri helikoptera Hughes 369 je povučeno krajem 1990-ih te su zamijenjeni s Bell 206).

## Tehničke karakteristike (500C)
Izvori podataka: The International Directory of Civil Aircraft
Osnovne karakteristike
- posada: 1-2
- kapacitet: 5 ljudi
- dužina: 9,4 m
- promjer rotora: 8,03 m
- visina: 2,48 m

Letne karakteristike
- najveća brzina: 282 km/h (175 mph)
- ekonomska brzina: 232 km/h (144 mph)
- dolet: 605 km (375 milja)
- brzina penjanja: 8,6 m/sek. (1.700 stopa/min.)
- najveća visina leta: 4.875 m
- motor: 1× Allison 250-C20

## Tehničke karakteristike (MD 520N)
Izvori podataka: The International Directory of Civil Aircraft
Osnovne karakteristike
- posada: 1-2
- kapacitet: 5 ljudi
- dužina: 9,78 m
- promjer rotora: 8,33 m
- visina: 2,74 m

Letne karakteristike
- najveća brzina: 282 km/h (175 mph)
- ekonomska brzina: 250 km/h (155 mph)
- dolet: 429 km (267 milja)
- brzina penjanja: 9,4 m/sek. (1.850 stopa/min.)
- najveća visina leta: 4.320 m
- motor: 1× Allison 250-C20R

## Tehničke karakteristike (MD 530F)
Izvori podataka: The International Directory of Civil Aircraft
Osnovne karakteristike
- posada: 1-2
- kapacitet: 5 ljudi
- dužina: 9,94 m
- promjer rotora: 8,33 m
- visina: 2,48 m

Letne karakteristike
- najveća brzina: 282 km/h (175 mph)
- ekonomska brzina: 250 km/h (155 mph)
- dolet: 430 km (267 milja)
- brzina penjanja: 10,5 m/sek. (2.070 stopa/min.)
- najveća visina leta: 5.700 m
- motor: 1× Allison 250-C30

## Vanjske poveznice
- Web stranica o proizvodima Hughes Helicoptersa  Arhivirana inačica izvorne stranice od 29. prosinca 2010. (Wayback Machine)